# Колелія (комуна)
Колелія (рум. Colelia) — комуна у повіті Яломіца в Румунії. До складу комуни входить єдине село Колелія.
Комуна розташована на відстані 80 км на північний схід від Бухареста, 35 км на північний захід від Слобозії, 145 км на північний захід від Констанци, 109 км на південний захід від Галаца, 147 км на південний схід від Брашова.

## Населення
У 2009 року у комуні проживали 1414 осіб.